# Austrolejeunea papillosa
Austrolejeunea papillosa là một loài Rêu trong họ Lejeuneaceae. Loài này được (Glenny) Pocs mô tả khoa học đầu tiên năm 2006.